# Hjuksevelta
Hjukse este o localitate din comuna Sauherad, provincia Telemark, Norvegia, cu o suprafață de 0,39 km² și o populație de 325 locuitori (2013).